# كينيث س. مادسن
كينيث س. مادسن (بالإنجليزية: Kenneth C. Madsen)‏ هو فنان أمريكي، ولد في 31 أكتوبر 1927 في مدينة سولت ليك في الولايات المتحدة، وتوفي بنفس المكان في 25 ديسمبر 2002.